# Gelijkenis van de lege kruik
De gelijkenis van de lege kruik is een parabel die volgens het apocriefe evangelie van Thomas logion 97 door Jezus verteld werd.

## Inhoud
Jezus zei: "Het Koninkrijk van de Vader is vergelijkbaar met een vrouw die een kruik droeg, gevuld met meel. Terwijl ze over de weg liep, ver van huis, brak het oor van de kruik. Het meel viel achter haar op de weg. Ze merkte het niet. Maar toen ze haar huis bereikte en de kruik neerzette, ontdekte ze dat deze leeg was".

## Interpretatie
Van deze gelijkenis van Jezus zijn verschillende interpretaties. Sommigen denken dat het een waarschuwing is om het koninkrijk van God, dat volgens Thomas logion 3 "in jullie en buiten jullie" is, niet te laten ontglippen zoals het verloren meel. Het zou ook een waarschuwing kunnen zijn niet te veel zelfvertrouwen te hebben. Weer anderen zien in de lege kruik een afbeelding van een leeg leven: 'mensen leven hun leven in de wereld ... dragen kruiken waarvan zij denken dat die vol zijn, maar ontdekken tenslotte, zelfs na veel activiteiten, dat ze leeg zijn'. Weer een andere interpretatie is dat de gelijkenis gaat over hoe onmerkbaar het koninkrijk van God komt.